# Dicladocera simplex
Dicladocera simplex är en tvåvingeart som först beskrevs av Walker 1850.  Dicladocera simplex ingår i släktet Dicladocera och familjen bromsar.
Artens utbredningsområde är Colombia. Inga underarter finns listade i Catalogue of Life.